# John Evershed
John Evershed, född den 26 februari 1864 i Gomshall, Surrey, död den 17 november 1956 i Ewhurst, Surrey, var en engelsk astrofysiker.
Evershed knöts 1907 till det i södra Indien 1899 grundade astrofysikaliska observatoriet i Kodaikanal och var 1911–1923 dess direktor. Dels i observatoriets bulletin, dels i facktidskrifter publicerade Evershed talrika uppsatser, huvudsakligen rörande solen. Evershed blev 1915 medlem av Royal Society och tilldelades 1918 Royal Astronomical Societys guldmedalj för sina astrofysikaliska arbeten särskilt med hänsyn till hans undersökningar av solfläckars radialrörelse.